# Pałac Sportu w Rydze
Pałac Sportu w Rydze (łot. Rīgas Sporta pils) – nieistniejąca już hala widowiskowo-sportowa w Rydze, stolicy Łotwy. Obiekt istniał w latach 1970–2008 i wykorzystywany był głównie w charakterze lodowiska. Pojemność areny wynosiła 5500 widzów. Było to pierwsze w historii kryte lodowisko na Łotwie i przez lata stanowiło najważniejszy ośrodek hokeja na lodzie w tej republice.

## Historia
Budowa areny rozpoczęła się w 1968 roku. Obiekt powstawał w miejscu dawnych wojskowych stajni. Projekt areny stworzyli Oļģerts Krauklis (główny architekt), Biruta Burčika, Ārija Išhanova, Liliāna Kraukle i Maija Rita Skalberga. Aby przyśpieszyć prace projektowe, architektom polecono wzorować się na projekcie hali sportowej w Ałmaty. Oddanie obiektu do użytku miało miejsce 15 kwietnia 1970 roku. Z otwarciem zdążono przed setną rocznicą urodzin Włodzimierza Lenina, choć pośpiech spowodował, że po otwarciu wciąż prowadzono prace wykończeniowe i naprawiano niedoróbki.
Hala służyła głównie jako lodowisko (było to pierwsze kryte lodowisko na Łotwie), a swoje spotkania rozgrywali na nim hokeiści drużyny Dinamo Ryga. W sezonie 1987/1988 zespół ten dotarł do finału mistrzostw ZSRR, w którym uległ moskiewskiemu CSKA, zostając wicemistrzem kraju. W 1995 roku drużyna Dinama została rozwiązana z powodów finansowych. Obiekt nadal służył jednak innym klubom hokejowym. Po odzyskaniu przez Łotwę niepodległości na początku lat 90. XX wieku hala stała się głównym lodowiskiem w kraju. 3 listopada 1992 roku formalnie nadano jej status „narodowej bazy sportowej”. W hali często grywała hokejowa reprezentacja Łotwy. Jednym z najbardziej pamiętnych spotkań kadry narodowej na tym obiekcie był rozegrany 13 lutego 2005 roku mecz z Białorusią, decydujący o awansie na igrzyska olimpijskie. Gospodarze w dramatycznych okolicznościach wygrali 5:4, awansując tym samym do turnieju olimpijskiego. Arena służyła także innym dyscyplinom, m.in. łyżwiarstwu figurowemu, gimnastyce, koszykówce, sportom walki czy podnoszeniu ciężarów. W 1978 roku obiekt był jedną z aren mistrzostw świata w siatkówce kobiet.
Pod koniec lat 90. XX wieku obiekt został sprywatyzowany. Na początku XXI wieku władze miasta wydały zgodę na ewentualną rozbiórkę hali. W 2006 roku oddano do użytku nową halę widowiskowo-sportową, Arēna Rīga, która przejęła rolę głównego ośrodka hokejowego. 16 maja 2007 roku stara hala została zamknięta, a w grudniu 2008 roku zakończono jej rozbiórkę, pozostawiając jedynie niewielki fragment budynku, pełniący rolę stacji transformatorowej. W miejsce areny miały powstać apartamenty, sklepy oraz biura. Skalę projektu szacowano na ponad 100 mln euro. Kryzys finansowy wstrzymał jednak inwestycję i teren przez lata pozostał jako pusty, zarastający plac, ogrodzony metalowym płotem. W 2021 roku przestrzeń udostępniono okolicznym mieszkańcom jako tymczasowe miejsce uprawy warzyw, choć inwestycje wciąż planowane są na przyszłość.
Pochodzący z Rygi zespół muzyczny Labvēlīgais Tips nagrał utwór pt. „Rīgas Sporta Pils”, który ukazał się w albumie „Mūzika Iereibušiem Cilvēkiem” wydanym w 2002 roku.